# لودویگ گلدشایدر
لودویگ گلدشایدر (انگلیسی: Ludwig Goldscheider; ۶ مارس ۱۸۹۶ – ۲۶ ژوئن ۱۹۷۳) ناشر، شاعر، مترجم، مطالعات تاریخ هنر اهل اتریش بود.